# Nissan Silvia S13
La Nissan Silvia S13 è stata introdotta a partire dal 1988, divenendo estremamente popolare in patria e vincendo il Car of the Year Japan Award. La Silvia non è stata esportata al di fuori del Giappone, tuttavia; la rebadged 180SX venne commercializzata in Europa sotto il nome di Nissan 200SX e in Nord America con la denominazione Nissan 240SX. La S13 è basata sulla prima generazione della Nissan Cefiro, la A31. La Silvia ha i fari fissi, a differenza della sua versione hatchback, introdotta in contemporanea, la 180SX/200SX/240SX che possiede dei fari a scomparsa. La 180SX, in Giappone, sostituì la Gazelle, e rimase in produzione fino al 1998. Della Silvia, furono prodotte anche alcune versioni cabriolet, che però ottennero scarso successo, probabilmente a causa del costo elevato (3,25 milioni di Yen nel 1988) e per il suo maggior peso.

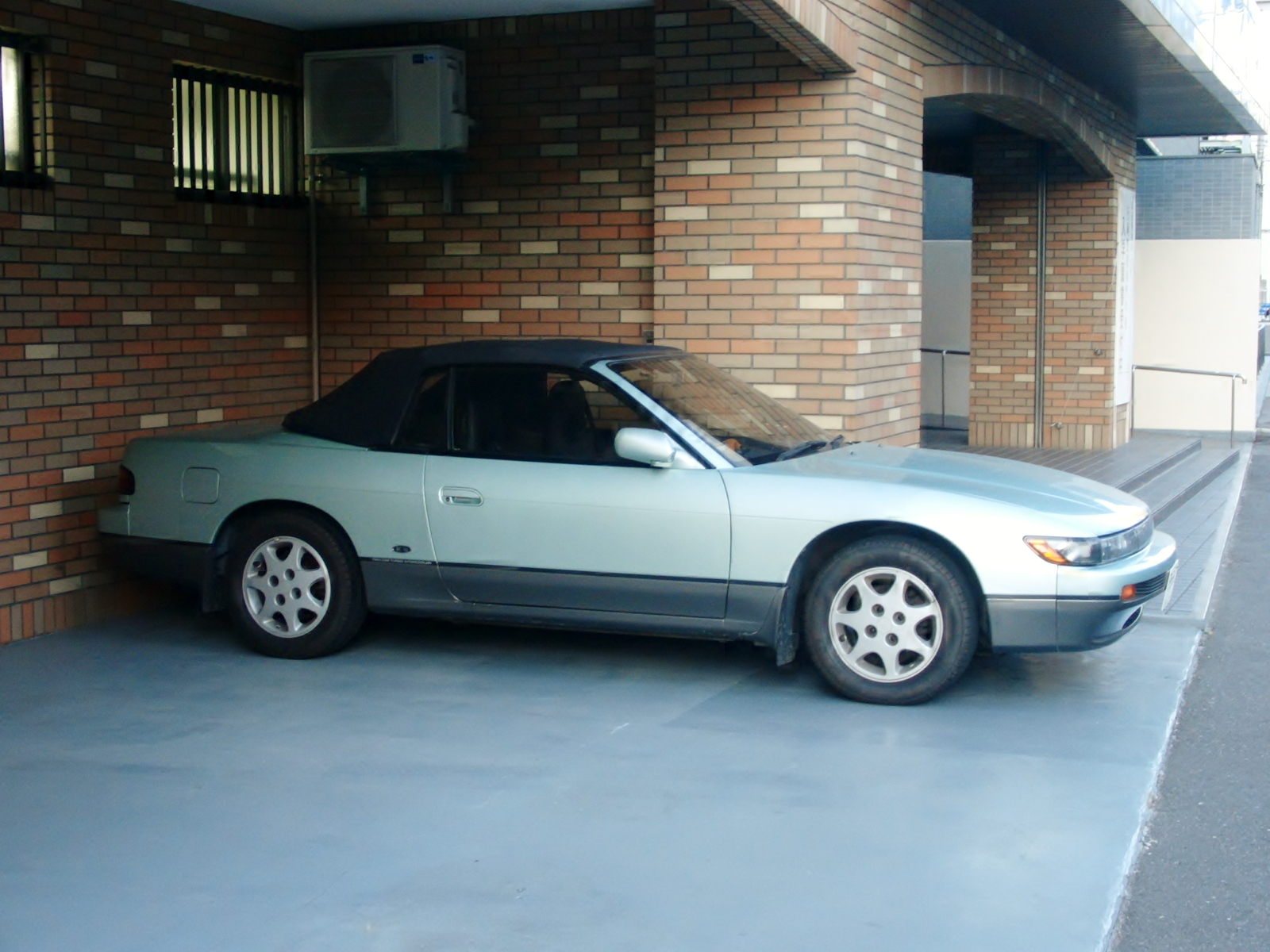
Una delle rare versioni cabriolet.

La S13, in origine montava i motori CA18DE e CA18DET ripresi dalla S12. Successivamente, furono sostituiti dai motori aspirato SR20DE e turbo SR20DET. Uno dei cambiamenti tra la generazione CA e quella SR, è stato il passaggio ad un unico colore, piuttosto che un set di due colori che erano stati precedentemente offerti. Negli Stati Uniti, la 240SX fu sostituita dalla S14 nel 1994, ma la produzione della 180SX in Giappone continuò, subendo un restyling, questa restyling venne chiamato "Kouki", mentre i precedenti nomi erano "Zenki" e "Chuki".

## Sileighty e Onevia
Una variante dell'auto, la Sileighty fu prodotta da un elaboratore giapponese. La Sileighty presenta l'anteriore della S13, mentre il posteriore è quello della 180SX. La creazione della Sileighty, ispirò la creazione di un'altra variante: la Onevia. Essa è l'esatto opposto della Sileighty, l'anteriore è della 180SX mentre il posteriore è della S13.